# 涅斯維奇
50°37′56″N 25°3′35″E / 50.63222°N 25.05972°E
涅斯維奇（烏克蘭語：Несвіч），是烏克蘭的村落，位於該國西部沃倫州，由盧茨克區負責管轄，始建於1500年，面積2.72平方公里，海拔高度207米，2024年人口738，人口密度每平方公里296.43人。